# Vitalij Ivanovics Hoduljan
Vitalij Ivanovics Hoduljan (ukránul: Віталій Іванович Годулян; Odessza, 1968. szeptember 18. –) ukrán nemzetközi labdarúgó-játékvezető.

## Pályafutása

### Nemzeti játékvezetés
A játékvezetésből 1991-ben vizsgázott, 1992–1995 között országos, II. Ligás, 1995–1998 között I. Ligás, 1998–2012 között az Ukrán (prémium liga)  játékvezetője. Az aktív nemzeti játékvezetéstől 2012-ben vonult vissza. Első ligás mérkőzéseinek száma: 75.

#### Nemzeti kupamérkőzések
Vezetett Kupa-döntők száma: 2.

##### Ukrán Kupa
| Időpont         | Helyszín                             | Mérkőzés típusa | Mérkőzés                             | Eredmény | Nézők száma |
| --------------- | ------------------------------------ | --------------- | ------------------------------------ | -------- | ----------- |
| 2009. május 31. | FK Dnyipro Stadion, Dnyipropetrovszk | döntő           | FK Vorszkla Poltava–FK Sahtar Doneck | 1 : 0    | 25 700      |

##### Szuperkupa
| Időpont          | Helyszín                                  | Mérkőzés típusa | Mérkőzés                         | Eredmény | Nézők száma |
| ---------------- | ----------------------------------------- | --------------- | -------------------------------- | -------- | ----------- |
| 2004. július 10. | Tsentralnyi-Chornomorets Stadion, Odessza | döntő           | FK Dinamo Kijiv–FK Sahtar Doneck | 1 : 1    | 34 287      |

### Nemzetközi játékvezetés
Az Ukrán labdarúgó-szövetség Játékvezető Bizottsága (JB) terjesztette fel nemzetközi játékvezetőnek, a Nemzetközi Labdarúgó-szövetség (FIFA) 2001-től tartotta nyilván bírói keretében. Több nemzetek közötti válogatott és klubmérkőzést vezetett. FIFA JB besorolás szerint 4. kategóriás bíró. Az ukrán nemzetközi játékvezetők rangsorában, a világbajnokság-Európa-bajnokság sorrendjében többedmagával a 3. helyet foglalja el 4 találkozó szolgálatával. Az aktív nemzetközi játékvezetéstől 2010-ben búcsúzott. Válogatott mérkőzéseinek száma: 9.

#### Világbajnokság
A világbajnoki döntőhöz vezető úton Németországba a XVIII., a 2006-os labdarúgó-világbajnokságra a FIFA JB bíróként alkalmazta.

##### Selejtező mérkőzés
| Időpont             | Helyszín                         | Mérkőzés típusa           | Mérkőzés             | Eredmény | Nézők száma |
| ------------------- | -------------------------------- | ------------------------- | -------------------- | -------- | ----------- |
| 2004. november 17.  | Josy Barthel Stadion, Luxembourg | előselejtező (3. csoport) | Luxemburg–Portugália | 0 : 5    | 8 031       |
| 2005. szeptember 3. | Szusza Ferenc Stadion, Budapest  | előselejtező (8. csoport) | Magyarország–Málta   | 4 : 0    | 6 744       |
| 2005. október 12.   | Nemzeti Stadion, Ta’ Qali        | előselejtező (8. csoport) | Málta–Bulgária       | 1 : 1    | 2 844       |

#### Európa-bajnokság
Az európai-labdarúgó torna döntőjéhez vezető úton Portugáliába a XII., a 2004-es labdarúgó-Európa-bajnokságra az UEFA JB játékvezetőként foglalkoztatta.

##### Selejtező mérkőzés
| Időpont             | Helyszín                 | Mérkőzés típusa           | Mérkőzés                | Eredmény | Nézők száma |
| ------------------- | ------------------------ | ------------------------- | ----------------------- | -------- | ----------- |
| 2002. szeptember 7. | Rheinpark Stadion, Vaduz | előselejtező (7. csoport) | Liechtenstein–Macedónia | 1 : 1    | 4 000       |

#### Nemzetközi kupamérkőzések

##### UEFA-kupa
| Időpont           | Helyszín                    | Mérkőzés típusa          | Mérkőzés                  | Eredmény |
| ----------------- | --------------------------- | ------------------------ | ------------------------- | -------- |
| 2004. december 1. | Üllői úti Stadion, Budapest | 4. játéknap (A. csoport) | Ferencvárosi TC –FC Basel | 1 : 2    |

## Magyar vonatkozás
| Időpont           | Helyszín                       | Mérkőzés típusa          | Mérkőzés             | Eredmény | Nézők száma |
| ----------------- | ------------------------------ | ------------------------ | -------------------- | -------- | ----------- |
| 2002. március 27. | Köztársasági Stadion, Chișinău | 761. válogatott mérkőzés | Moldova–Magyarország | 0 : 2    | 1 500       |